# Gennep
Gennep est une commune et une ville des Pays-Bas, situé dans la province du Limbourg et comptant environ 17220 habitants (2022).

## Histoire
Le nom de Gennep est dérivé du celtique «Ganapja». Il renvoie ainsi à la localisation de la ville : un lieu où se rencontrent deux eaux, la Meuse et la Niers. À un gué situé à cet endroit, une route nord-sud et une route est-ouest d'origine romaine ont convergé.
Il semble qu'il y avait déjà une église en bois sous l'(ancienne) église vers 750. Un incendie majeur de la ville à la fin du XVIe siècle a détruit toutes les informations à ce sujet, mais Gennep doit avoir acquis ses droits de ville bien avant 1371. Une lettre datée de cette même année, mentionne un document usé et à peine lisible.
Le 6 janvier 1371, Renaud Ier de Brederode, seigneur de Gennep déclara:
soe dan dese voirs, brieff begript und reveniert op die voirbrieve, die welcke durch altheit verweert und verdunckelt sind, sodat men die letteren derselver brieven niet gesien of gelesen kan, dair die stadt und burgeren in vorthieden mit geprivilegiert und berechticht sint.
La cité abritait environ 750 habitants derrière son enceinte et on pouvait y entrer par 3 portes : la Zandpoort, la Nierspoort et la Maaspoort. Cette dernière fut la dernière à être démolie en 1820.
La ville n'a pas connu beaucoup de croissance, principalement en raison de l'emplacement stratégique et de la proximité du Genneperhuis (nl), en raison duquel des troupes étrangères de différentes nationalités ont occupé Gennep à plusieurs reprises. Contrairement au château fort, la ville était indéfendable, principalement en raison de la démolition du château de la ville intramuros qui devait se trouver sur le site actuel de l'église Saint-Martin.

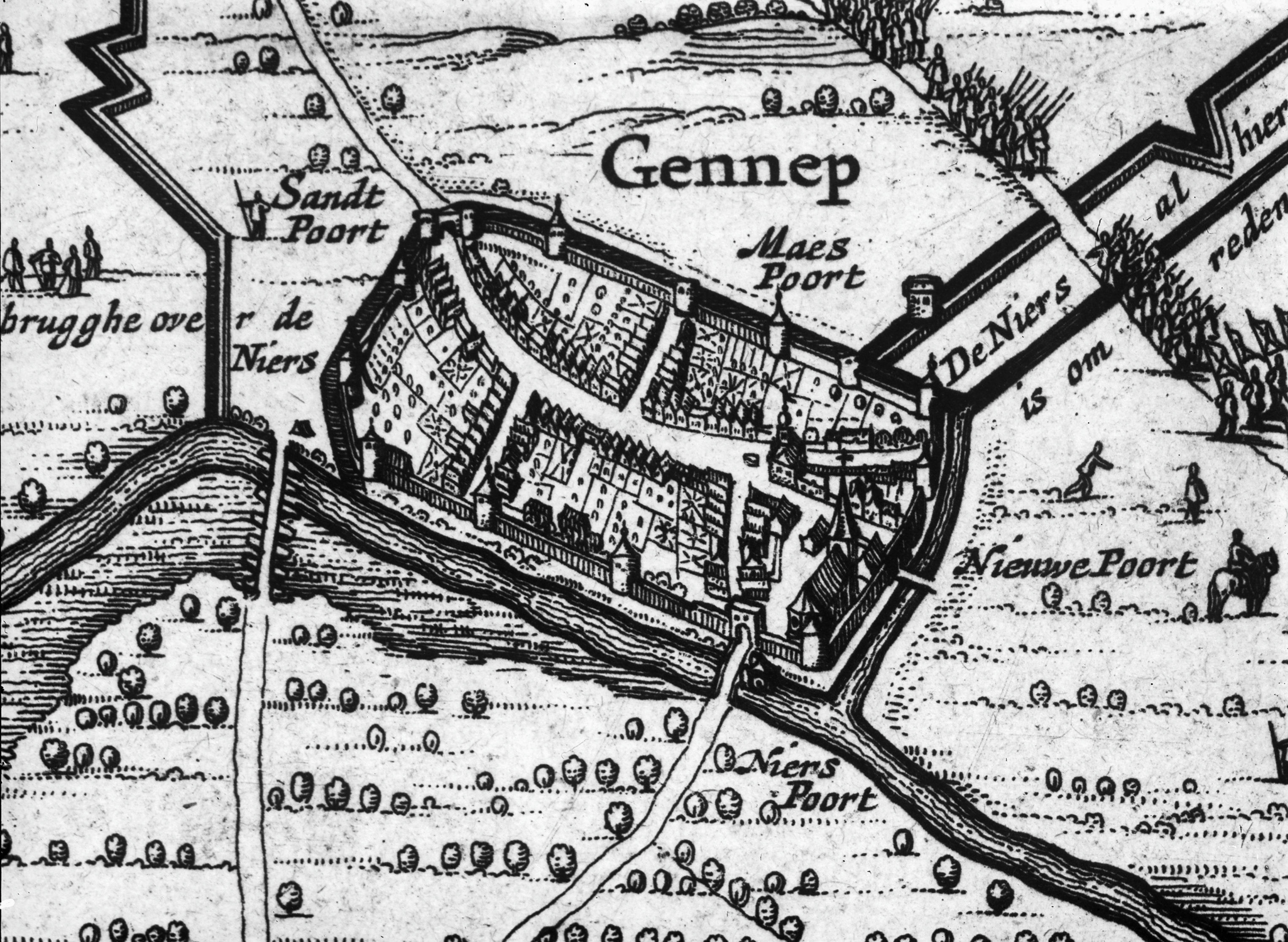
La ville de Gennep par J. Blaeu. On y voit les trois portes et une supplémentaire la Nieuwe Poort
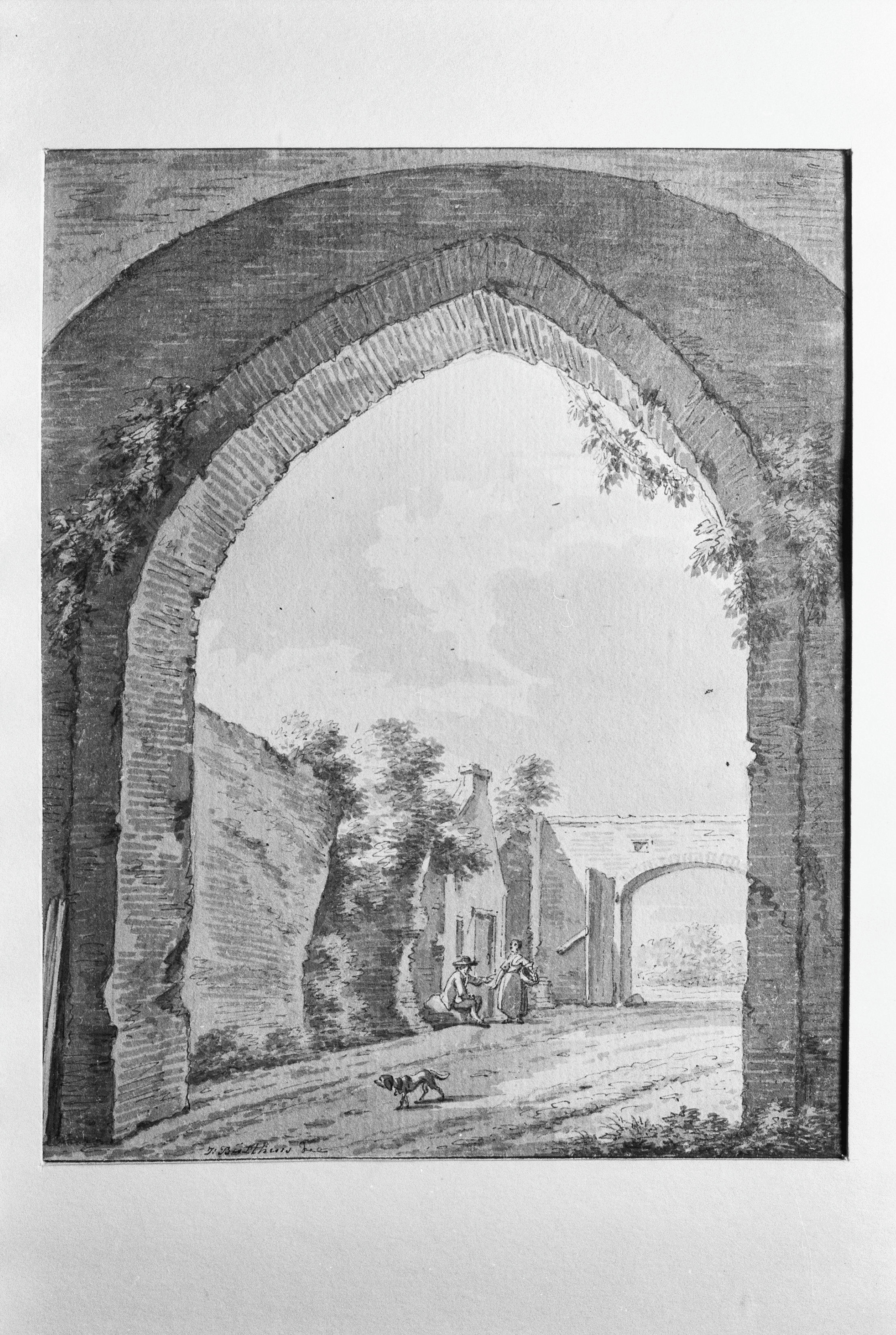
La Maasport ou Porte de la Meuse, gravure de J. Bulthuis de 1787
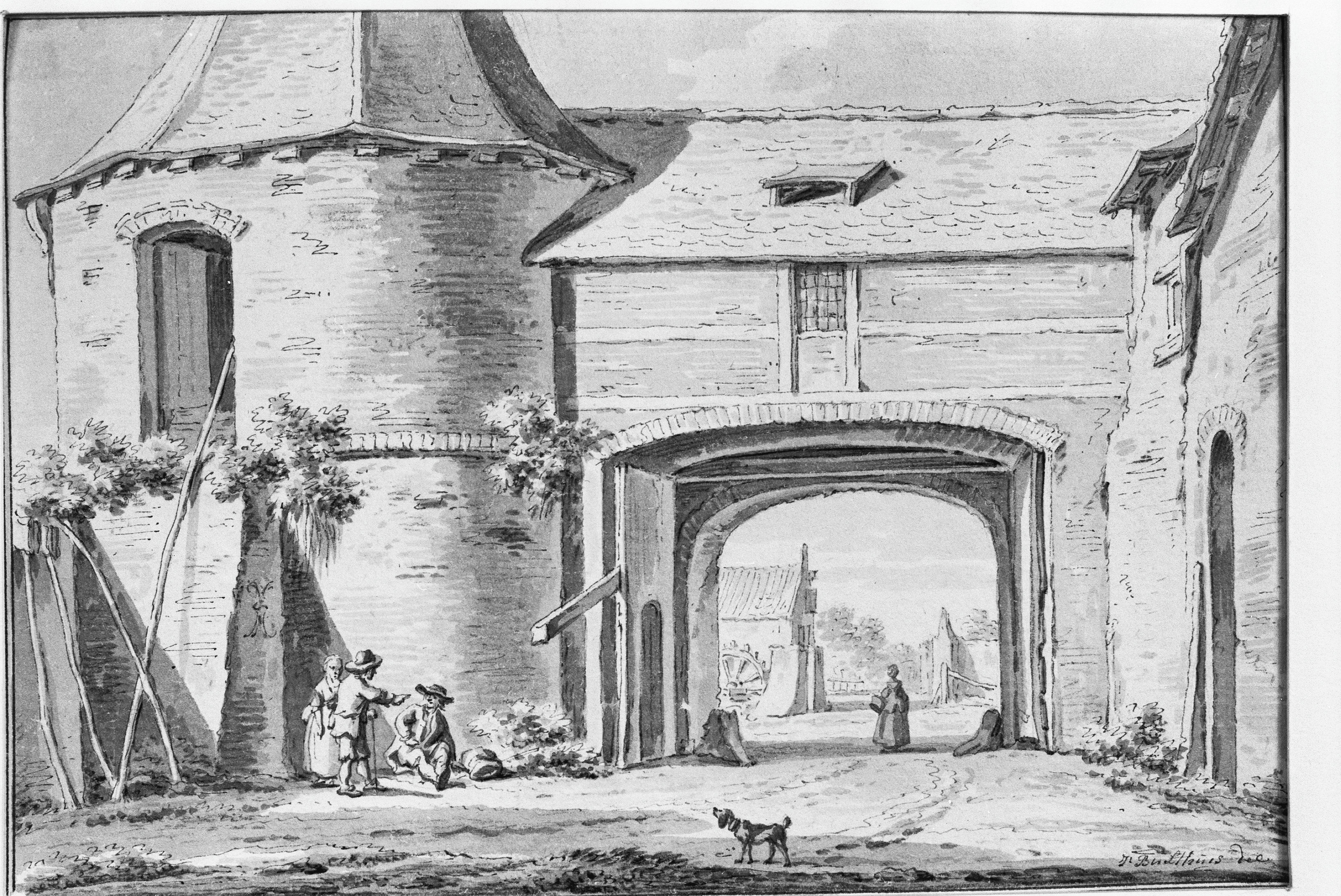
La Nierspoort ou Porte de la Niers, gravure de J. Bulthuis de 1787

La ville a eu différents dirigeants au fil du temps : Clèves (1441), Prusse (1609), France (1794), Pays-Bas (1815), Belgique (1830) enfin à nouveau les Pays-Bas (1839).
À partir de 1540, les protestants fuyant les Espagnols, se réfugièrent à Gennep car la ville n'appartenait pas à la République des Sept Provinces Unies aux XVIe et XVIIe siècles. Contrairement aux nombreuses autres églises protestantes d'avant 1660, une église réformée bas-allemande a été construite ici en 1660 sur ses propres ressources. Habituellement, une église catholique était «réformée» et utilisée par les protestants. Ce fut impossible dans le Gennep prussien, ce qui a eu pour conséquence que Gennep possède aujourd'hui la plus ancienne église protestante sur son sol, payée sur ses propres ressources. L'église appartient à l'Eglise Réformée Néerlandaise et est située à côté de la mairie qui a été construite par Van Bommel après le grand incendie de la ville de 1597. Les villes de 's-Heerenberg et Venlo ont également une mairie conçue par le même architecte. Les similitudes entre les trois mairies sont évidentes et visibles de tous.
Après le Congrès de Vienne, il a été décidé que la Prusse ne devrait pas influencer le cours de la marine marchande de la Meuse. Il a donc été décidé que la portée d'un coup de canon (800 tiges rhénanes, environ 3000 m.) montrerait à quelle distance la Prusse devait se tenir de la Meuse. Cette décision amène Gennep à se situer au sein du royaume uni des Pays-Bas. Mais la ville n'a pas été très prospère.
Lors de la construction de l'autoroute Nimègue-Maastricht en 1845, le pont Niersbrug déjà existant à Gennep, a été utilisé, rendant la ville plus accessible. Plus tard, en 1869, lorsque la NBDS construisit également la voie de chemin de fer Boxtel - Wesel traversant la ville de Gennep, une grande période florissante commença. Cette ligne de chemin de fer faisait alors partie de la route la plus courte entre Londres et Moscou, à travers laquelle, entre autres, l'empereur Guillaume II et l'or russe passaient par la gare de Gennep. Le parc Voorhoeve offrait également des logements à de nombreux travailleurs. Des entreprises telles que de Page (La fabrique de papier de Gennep) ont profité du chemin de fer. Le Maas-Buurtspoorweg établit également son siège social à Gennep, à côté du siège social de la NBDS. Le pont ferroviaire de Gennep fut l'objet de débats du point de vue stratégique, car de cette manière la Prusse pourvait traverser la Meuse trop facilement en cas de guerre. Très probablement, pour la même raison, la Maaslijn (voie ferrée de la Meuse) ne sera pas construite du côté est, proche de Gennep, mais du côté ouest au Brabant.
En 1878, une maladie contagieuse de la gorge frappa Gennep; dans les trois mois, 45 enfants meurent et les écoles ferment. Deux ans plus tard, une importante inondation frappe la ville. Presque seuls, le marché surélevé et le monastère Sint Norbertusgesticht nouvellement construit, en réchappent.
À partir de 1916, un dispensaire a été ouvert pour les personnes malades nécessitant une longue période de récupération. A la demande du docteur Stiemens, des patients atteints de maladies pulmonaires viennent également à Gennep. À partir de 1918, ils sont reçus à la Maria-oord. Les personnes atteintes de tuberculose viennent à Gennep de tous les Pays-Bas. Finalement, un grand complexe de maisons de repos est créé.
La crainte que le pont sur la Meuse soit un point faible de la défense néerlandaise s'est réalisée en 1940. Le premier jour de la guerre, le pont Maasbrug de Gennep a été le seul, à tomber par ruse, entre les mains des Allemands. La ligne de défense Peel-Raamstelling (nl) est donc devenu intenable et inutile.
À l'automne 1944, le pont a été détruit par l'armée allemande. Les Alliés ne purent donc pas traverser la Meuse. La Meuse devint la zone de front entre octobre 1944 et février 1945, mais après la libération de Gennep le 12 février de cette année-là (lors de l'Opération Veritable), un pont Bailey fut monté. En raison de la montée des eaux, le pont de Gennep deviendra à terme le plus long pont de ce type construit pendant la Seconde Guerre mondiale.
Entre autres choses, en raison de la fermeture de la frontière germano-néerlandaise après la Seconde Guerre mondiale, la ligne de chemin de fer est devenue moins utilisée et a finalement disparu. Le déclin avait déjà commencé à cause de la neutralité néerlandaise pendant la Première Guerre mondiale et du krach boursier de 1929. En 1971, le dernier train entra en silence à Gennep et le pont de chemin de fer fut de nouveau utilisé pour un carnivalesque leute express. Entre-temps, un pont pour le trafic routier a été construit à côté du pont ferroviaire dans les années 1950, ce qui signifie que le ferry pour Oeffelt, vieux de plusieurs siècles, a été mis hors service.
Pour compenser la perte du siège social de la Noord-Brabantsch-Duitsche Spoorwegmaatschappij (NBDS), la Zuidooster Autobusdiensten NV est installée à Gennep. Avec la fusion de la Zuidooster et la VSL (Verenigd Streekvervoer Limburg) donnant naissance à Hermès, ce siège social sera également fermé. À deux pas du siège social, l'une des 112 stations de pompage caractéristiques d'Esso du designer Willem Dudok existait depuis des années depuis 1953. Cette station de pompage n'a pas non plus survécu à la course du temps et a laissé la place à un bâtiment moderne.
Lors d'une phase de reconstruction dans les années 50, une nouvelle église catholique romaine a été construite en bordure du vieux centre-ville. L'ancienne église Saint-Martin (nl) avait été tellement endommagée par les dégâts de guerre qu'elle ne pouvait plus être utilisée pour le culte. La nouvelle église Saint-Martin (nl), dans le style de la Bossche School, est inaugurée le jour de Noël 1954.
Au début des années 1960, le laitier local Jan Linders, a lancé une nouveauté à Gennep : un supermarché. Cela s'avèrera être un coup de génie.
La lande autour de Gennep a été utilisée de diverses manières. Par exemple, les institutions Maria Roepaan et Augustinusstichting pour handicapés mentaux et physiques s'y sont installées, puis un spa pour les patients tuberculeux et maintenant un Center Parcs.
La commune de Gennep a développé une zone industrielle de 25 ha, appelée "De Brem" à Heijen, à proximité de la zone industrielle "De Grens" et de l'A77. Gennep souhaite également un centre-ville rénové comme attraction touristique avec, entre autres, une Keramiek Experience, des complexes d'appartements "Gennep Centraal" et "Het Bolwerk". Het Bolwerk abrite un supermarché Jan Linders presque au même endroit où se trouvait le tout premier supermarché d'origine.

## Galerie

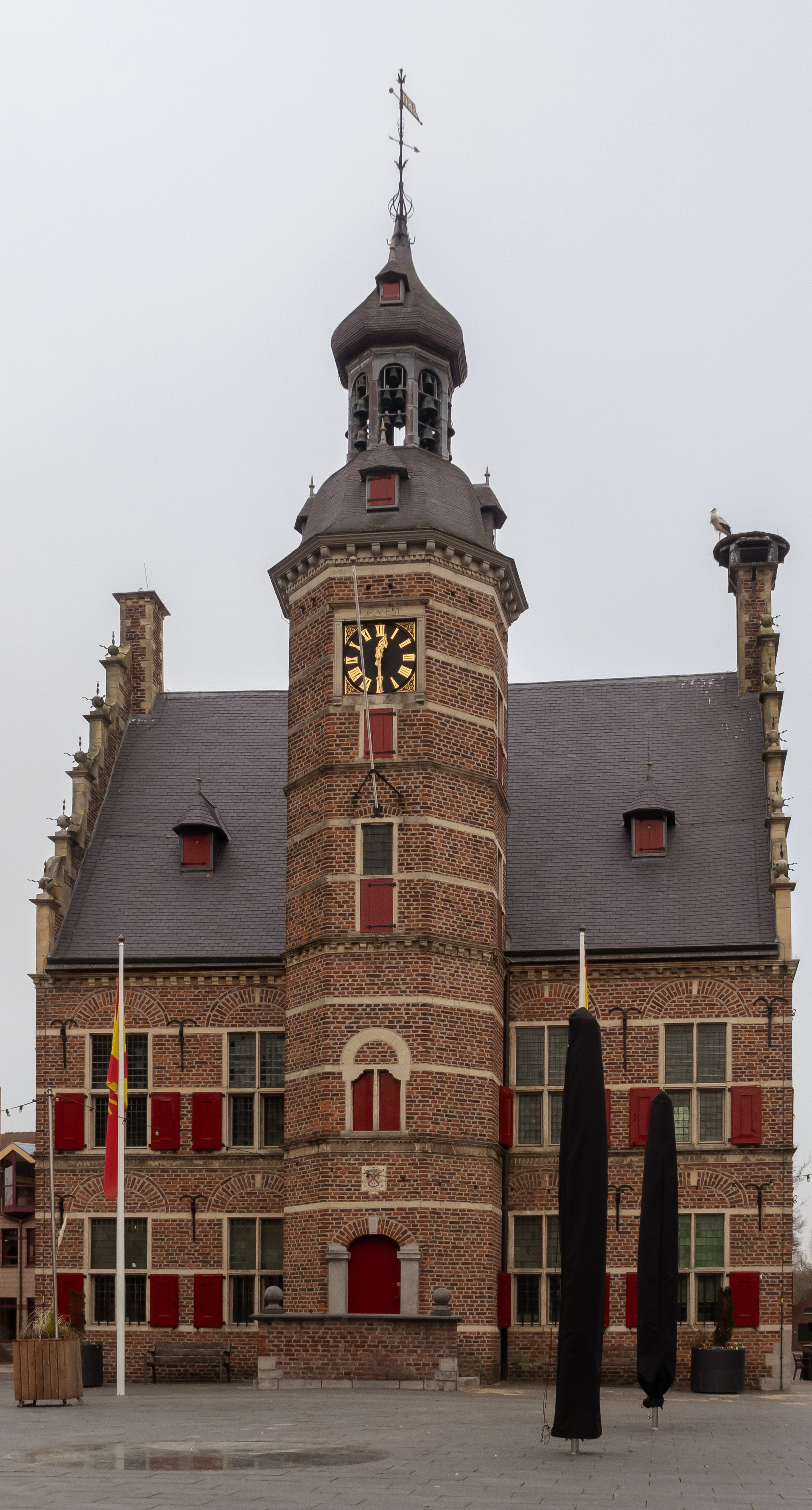
Gennep, l'hôtel de ville
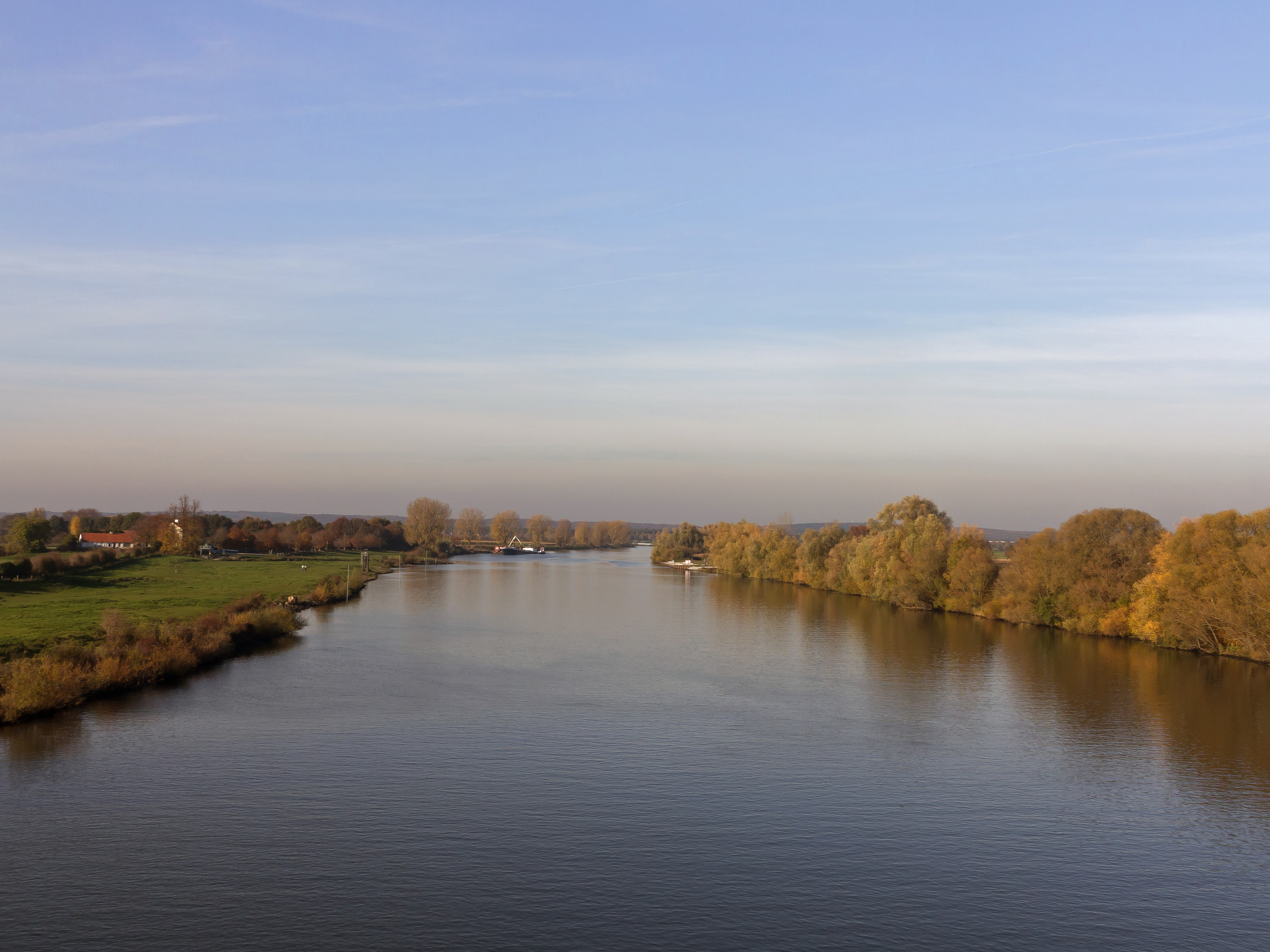
entre Gennep et Oeffelt, la Meuse
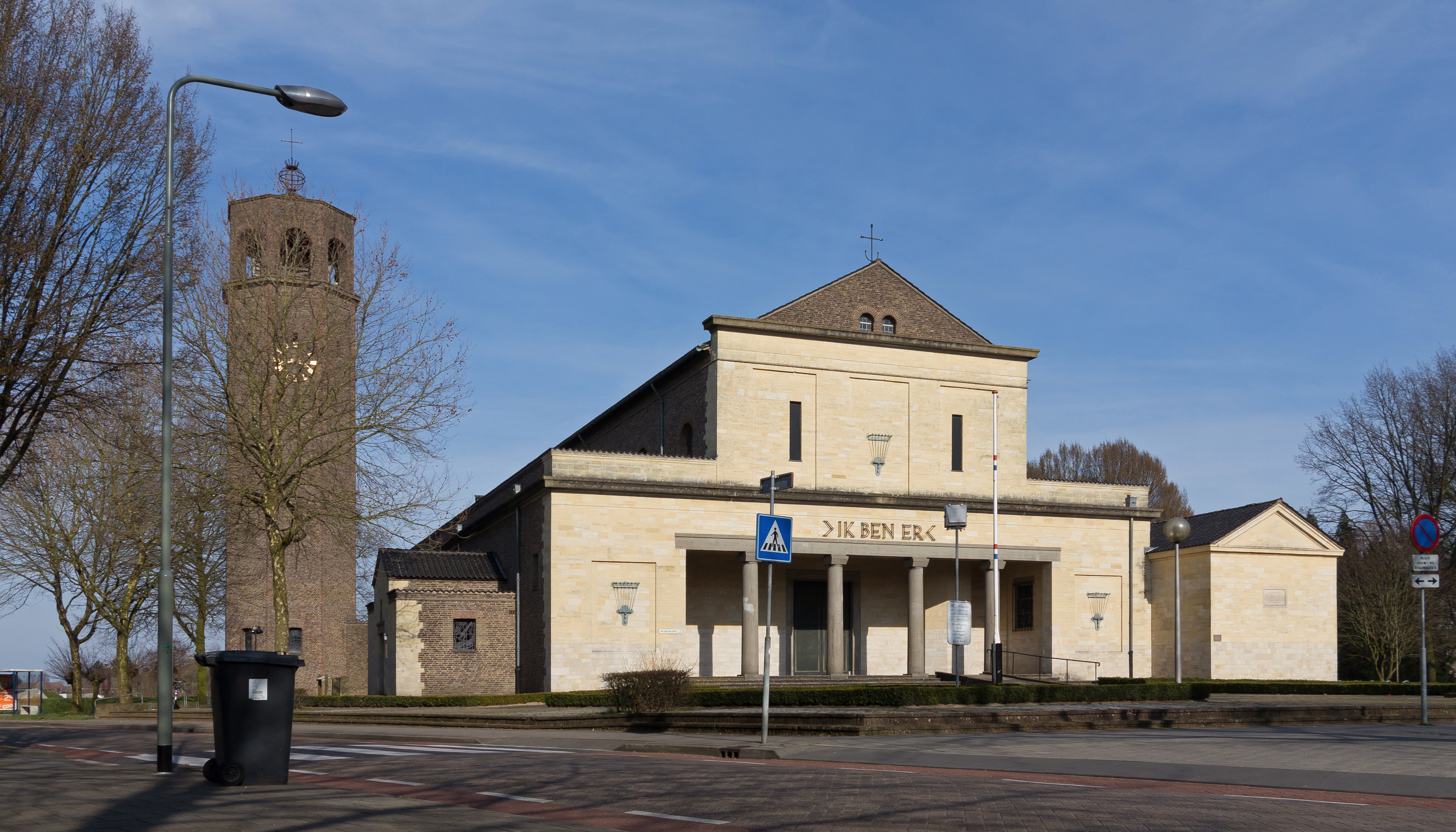
Gennep, l'église Saint-Martin (de Sint Martinuskerk)
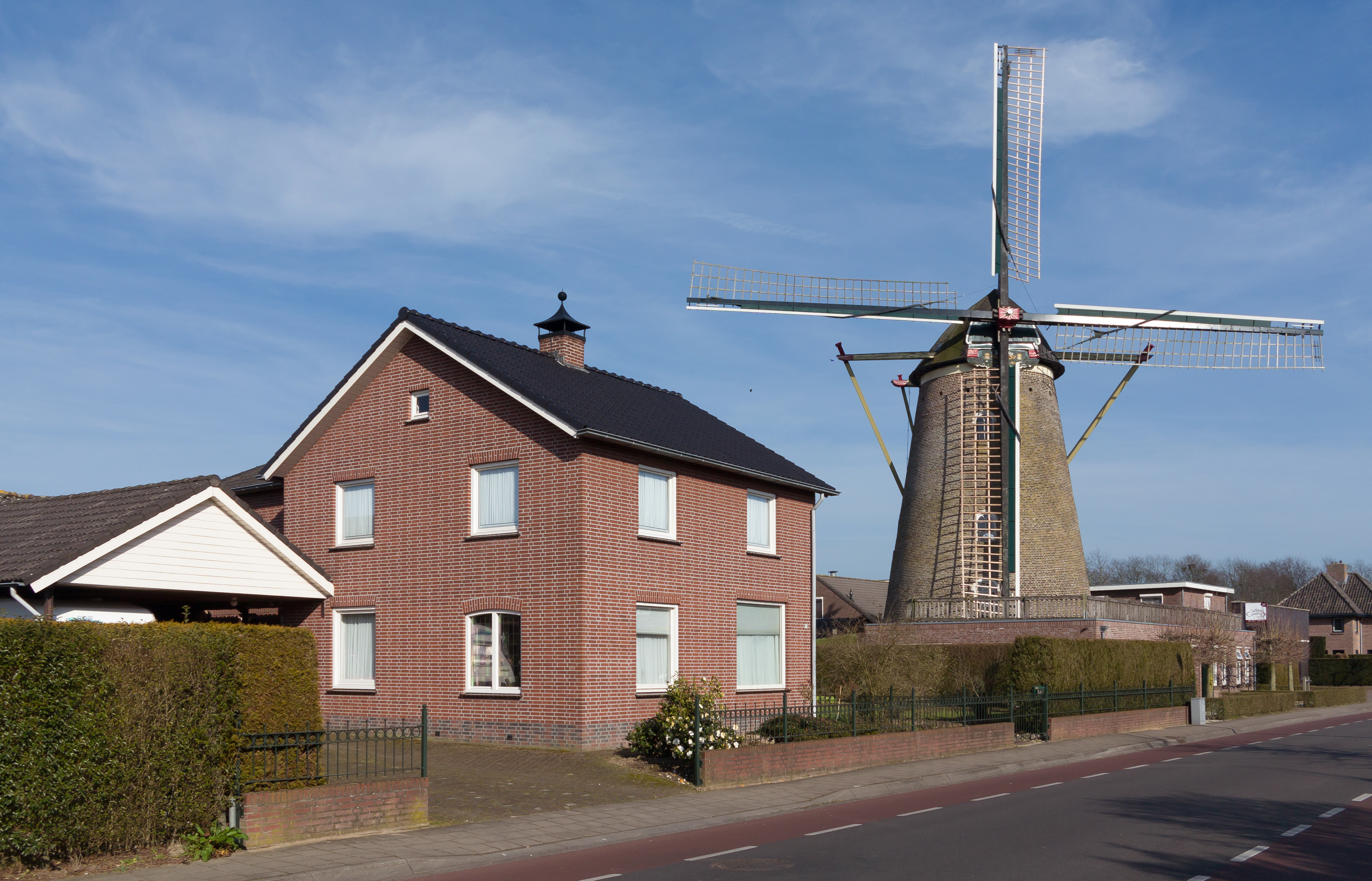
Gennep, le moulin à grain De Reus
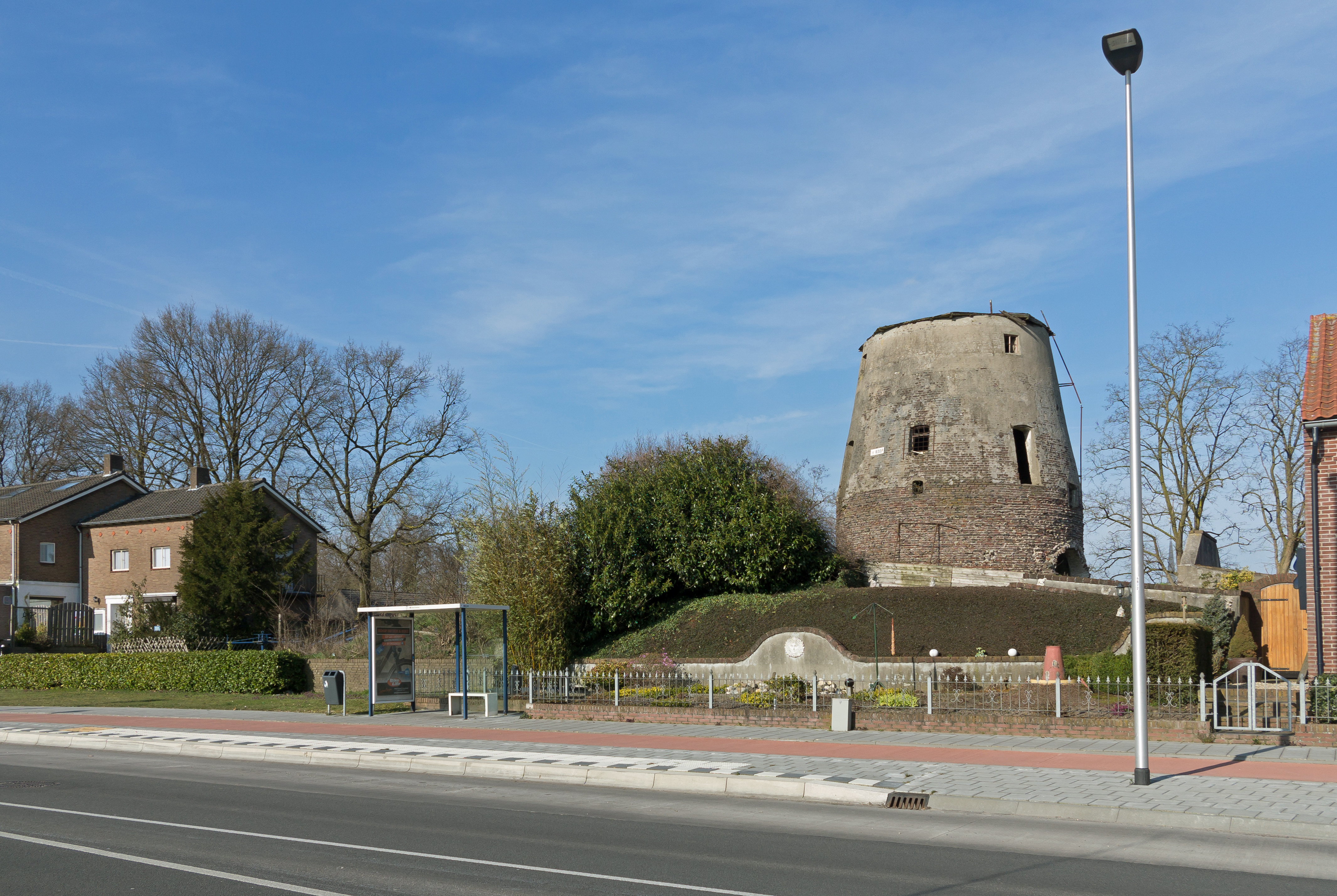
Milsbeek, l'ancien moulin de la rue de Rijksweg